# 虞悰
虞悰（435年—499年），一作虞琮，字景豫，會稽餘姚（今浙江省餘姚市）人。東晉尚書虞嘯父孫，南朝宋黃門郎虞秀之子。南北朝时期的官員及美食家。

## 生平
虞悰早年在宋出仕，歷任揚州主簿、建平王參軍，尚書儀曹郎，太子洗馬，領軍長史，正員郎，揚州治中從事、揚州別駕及黃門郎等職。齊武帝蕭賾在宋初出仕時仍是貧薄寒門，但虞悰卻對蕭賾很好，多次和他分享物品，亦常請蕭賾和他同車出游，這令蕭賾對虞悰很感恩。蕭賾父蕭道成掌握宋廷朝政後，以蕭賾為中軍將軍，蕭賾則引虞悰任自己的諮議參軍，並特意派尚書吏部郎江謐帶著其親筆信表明因為當日恩情而請他來任自己屬官。
蕭道成篡宋建齊後，虞悰轉任太子中庶子，後轉後軍長史領步兵校尉，又曾外任鎮北長史、寧朔將軍、南東海太守。不久又以寧朔將軍調任豫章內史。及後擔任始興王蕭鑑的長史、輔國將軍、平蠻校尉、蜀郡太守，其時益州有盜賊韓武方在當地聚眾一千多人阻斷長江劫掠路經者，當地郡縣都對此沒有辦法。不過當上任的蕭鑑走到上明時韓武方竟然主動歸降。虞悰與其他屬官當時都勸蕭鑑殺了他，然而蕭鑑覺得這是解決當地盜賊問題的機會，殺了主動投降的韓武方反而會失信於人，無助解決問題。最終二人獲免死，而益州當地不合作的外族及盜賊集團聞訊都望風降附朝廷。後又以輔國將軍還都任司徒司馬，再轉任散騎常侍、太子右衞率。
永明八年（490年）發生水災，百官都穿著戎服協助保護太廟，但那時虞悰卻穿著朱衣坐車及帶著儀仗隊在宣陽門外的行馬內驅打人們，如此遭到彈劾，卻得到齊武帝原諒不問。及後，齊武帝又念及昔日二人情誼，特意讓虞悰出任其五世祖虞潭曾經出任過的侍中一職，當時朝廷中人對他獲得這個好職位都大感吃驚。後歷任祠部尚書、冠軍將軍兼車騎長史及度支尚書領步兵校尉。
齊武帝死後，皇太孫蕭昭業即位，虞悰改任右軍將軍、揚州大中正，兼大匠卿，負責修築齊高帝祖父蕭樂子的休安陵，但後因在陵所接受牛酒饋贈而被免官，再在翌年（隆昌元年，494年）以白衣領職。同年七月，尚書令蕭鸞廢蕭昭業為鬱林王, 改立蕭昭文為帝，作為當日受武帝遺詔點名輔助太孫的時任尚書左僕射王晏及丹楊尹徐孝嗣亦參其中，此事發生後虞悰偷偷慨歎：「王、徐二人就這樣戎裝廢了天子，天下怎會有這種道理呀？」及後虞悰復任右軍將軍。三個月後，蕭鸞再廢蕭昭文為海陵王，自登帝位，虞悰稱疾沒參與，那時蕭鸞曾派王晏將廢立文書給虞悰看，想作為舊臣的他出面表態支持他，但他仍然堅拒。朝中有人因而提出要治其罪，此時徐孝嗣稱其行為乃「古之遺直」，治罪這一事就沒有再說了。隨後虞悰稱疾告歸，明帝詔賜其一百日假期。後轉給事中、光祿大夫，不久再加正員常侍。永元元年（499年），虞悰去世，享年六十五歲。

## 性格特徵
- 年輕時的虞悰以孝聞名，其父臨死前不想見人，連直系親屬都不能去看他，那時才十二三歲的虞悰卻日夜在外探問父親病況，只要問不到就哭了出來，這樣維持了百多日。父親死後，奔喪期間哀傷得不吃不喝，到直至守喪期完結為止每天都只吃兩個麥餅而已[11][12]。而其性格敦實，只要和他結識了都會互相探訪，不管是否熟絡都會做足禮節，當時人因而稱許他[13]。
- 會稽虞氏是吳姓大族，虞悰治家之下也是家產豐厚，僕人們都很忙碌。即使虞悰在外地任官，會稽的各種海產都會有人採購並送到他處[14]。而他更是食家，對美食和調味都很有心得。有次豫章王蕭嶷設宴，席間問虞悰這次有甚麼珍饈遺漏了，虞悰則表示可惜沒有何曾《食疏》中所記載的那道黃頷蛇羹。後來齊武帝出遊芳林園，向虞悰索取扁米粣，虞悰在扁米粣外還進獻了大量其他菜式，一共數十車的食物。齊武帝見提供日常御饍的太官也無法烹製出這些美食就要求虞悰呈上食譜，但虞悰竟不肯，只曾因武帝酒醉後不適才獻上過一道醒酒腌魚片[15]。著有《食珍錄》一書，原書已佚，今殘句錄於《說郛·卷九十五》。

## 延伸阅读
[在维基数据编辑]
 《南齊書·卷37》，出自萧子显《南齊書》
 《南史·卷47》，出自李延壽《南史》